# Знаменский, Георгий Александрович
Георгий Александрович Знаменский — советский военный, государственный и политический деятель, инженер-полковник.

## Биография
Родился в 1897 году в Томске. Член КПСС с 1918 года.
Окончил инженерный факультет Военно-воздушной академии им. проф. Н. Е. Жуковского в 1927 году.
С 1916 года — на военной службе, общественной и политической работе.
Участник 1-й мировой войны (1916—1917), подпоручик.
До 1922 гг. — участник Гражданской войны на Южном, Восточном и Польском фронтах, начальник броневых частей 9-й Армии, Краснознамёнец (1923).
- В 1927—1935 гг. — начальник сектора 3-го отдела РУ РККА[2].
- В 1935—1938 гг. — начальник отделения техники воздушного флота 3-го отдела РУ РККА[2].
- В 1938—1939 гг. — начальник вооружения и снабжения 92-й истребительной авиабригады[2].
- В 1939—1947 гг. — ответсотрудник Главного управления заказов ВВС РККА[1].

C 1947 г. — преподаватель в Московском авиационном институте, организатор ДОСААФ.
Умер в Москве в 1988 году.